# Immeuble Merkurius
L'immeuble Merkurius (en finnois : Merkuriuksen liikepalatsi) ou immeuble Böckermann (finnois : Böckermannin talo) est une maison historique du quartier de Kluuvi à Helsinki en Finlande.

## Histoire
Le marchand A. F. Böckermann et le constructeur H. W. Nordberg font bâtir un immeuble de 6 niveaux qui aussitôt construit est revendu à la société Merkurius. 
L'édifice est conçue par Selim A. Lindqvist et Elia Heikel en 1888, est bâti sur la Pohjoisesplanadi et terminé en 1890. 